# Зятковцы (посёлок)
Зятковцы (укр. Зятківці) — посёлок, входит в Гайсинский район Винницкой области Украины.
Население по переписи 2001 года составляло 253 человека. Почтовый индекс — 23751. Телефонный код — 04334. Занимает площадь 0,018 км². Код КОАТУУ — 520882209.

## Местный совет
23751, Вінницька обл., Гайсинський р-н, с. Зятківці, вул. Леніна, 10; тел. 6-32-45  (укр.)

## Основные сведения
Поселок представляет собой населенный пункт железнодорожников – (в основном) казармы.

В пос. Зятковцы, расположенном в непосредственной близости от села Зятковцы, находится крупная узловая станция Одесской железной дороги — на линиях Винница – Гайсин – Гайворон и Вапнярка – Христиновка – Цветково.

## История
В начале ноября 1919 года в Зятковцах проходили переговоры между командованием Украинской Галицкой армии и представителями войск Деникина о прекращении боевых действий между УГА и Вооруженными силами Юга России и о подписании между сторонами перемирия и заключения военного союза, который был заключен здесь же, в Зятковцах, 6 ноября 1919 года.